# Mario Picazo
Mario Picazo Soriano (Pueblo, Colorado, Estados Unidos, 11 de diciembre de 1967) es un meteorólogo, profesor y presentador español.

## Biografía
Mario Picazo nació en Estados Unidos porque su padre, cirujano, se fue recién casado a hacer la especialidad de Medicina. En Estados Unidos nacieron los tres hijos del matrimonio, y a los pocos años regresaron a España.
Estudió Ciencias Físicas en la Universidad de Barcelona y se licenció en Geografía y Matemáticas por la Universidad de Nuevo México. Posteriormente realizó un máster y doctorado en Geografía y Ciencias de la Atmósfera por la Universidad de California.
Tras licenciarse fue profesor en el departamento de Meteorología de la Universidad de California entre agosto de 1986 y 1988, y entre mayo y agosto de 1988 trabajó como investigador en ese departamento y en el Instituto Scripps de Oceanografía en La Jolla. 
Regresa a España en agosto de 1992 y trabaja como ingeniero medioambiental en el Centro de Tecnología Labein de Bilbao hasta agosto de 1995. En septiembre de 1995 es designado jefe de Meteorología de Informativos Telecinco.
Al mismo tiempo, trabaja como profesor de Meteorología y Cambio Climático en la Saint Louis University Madrid Campus.
En otoño de 2004 pidió una excedencia a Gestevisión Telecinco y regresó a la Universidad de California para trabajar en un proyecto de investigación relacionado con el fenómeno de El Niño y un año después regresó a Telecinco.
Entre 2005 y 2014, y desde 2025 colabora en El programa de Ana Rosa de Ana Rosa Quintana en Telecinco. Entre 2007 y 2009 presentó desde Honduras el reality show Supervivientes: Perdidos en Honduras y en 2007 junto a Emma García el concurso ¡Clever! basado en el formato norteamericano Brainiac, ambos en Telecinco. En enero de 2008 volvió a presentar la siguiente temporada de Supervivientes: Perdidos en Honduras aunque tuvo que abandonarlo a la semana del comienzo al contraer la fiebre tifoidea y durante ese tiempo fue sustituido por Óscar Martínez. Se recuperó de la enfermedad y se reincorporó en las últimas semanas del concurso. 
En junio de 2008 rechazó una oferta de RTVE para ser sustituto de José Antonio Maldonado al frente del área de Meteorología de TVE.
A finales de 2008, Paolo Vasile, el director ejecutivo de Gestevisión Telecinco, decidió externalizar el área de Meteorología del grupo, proponiendo a Picazo unas nuevas condiciones que éste no aceptó. En medio de la negociación, el meteorólogo Florenci Rey, responsable en aquel momento de la información meteorológica en Cuatro y Cadena SER, presentó una oferta externa que interesó en Gestevisión Telecinco y que le permitía compatibilizar sus otros trabajos. Entonces, Gestevisión Telecinco anunció a través de un comunicado la incorporación de Rey y del equipo de su compañía, Borrasca Iniciativas Atmosféricas, como nuevos responsables de la información del tiempo de la cadena. Sin embargo, y pese a lo anunciado previamente, Mario Picazo igualó las condiciones de Florenci Rey y finalmente logró mantenerse en la cadena creando su propia compañía, por lo cual, desde enero de 2009 no es personal de Gestevisión Telecinco, aunque sigue siendo responsable del área de Meteorología, pero a la vez puede trabajar para otras cadenas y desde esa fecha y hasta mayo de 2014 se encarga de producir los espacios meteorológicos de Telecinco y Cuatro (desde enero de 2011), a través de la productora Atmosférica Productos Meteorológicos, productora desde la cual presentó y produjo Climas extremos para RTVE entre enero de 2011 y marzo de 2012, tras ofrecer previamente el formato a Mediaset para Cuatro y ésta rechazarlo. Tras las bajas audiencias de la primera temporada ofrecida por TVE, ofreció a Mediaset la segunda temporada del programa, pero desde el grupo audiovisual volvieron a rechazarlo. 
Desde octubre de 2012 es embajador de la ONG Padres 2.0.
Entre 2013 y 2016 se encargó de la web eltiempotv.com junto con sus compañeros Joanna Ivars y Carlos Cabrera.
Tras la emisión del programa ¿Qué hago yo aquí? emitido por Cuatro y producido por Producciones Mandarina en mayo de 2013, Picazo acusó a dicho programa de ser un «intento de plagio» de Climas extremos y a la productora del mismo, Producciones Mandarina, de ser «poco originales y clonadores baratos». Las declaraciones de Picazo causaron una fricción en la relación laboral de éste con Mediaset, que acabó desencadenando en su salida en mayo de 2014.  
En julio de 2014 se unió al equipo de Gecko Dream Productions en Los Ángeles, California, donde elabora productos meteorológicos y realiza labores de producción para diferentes formatos documentales de televisión. Además, desde septiembre de 2014 es profesor de los departamentos de Ciencias Atmosféricas y Oceánicas y de Geografía en la Universidad de Los Ángeles, California, donde se doctoró y ya trabajó a finales de los 80. También, desde septiembre de 2014 trabaja para Pelmorex, en el tiempo.es y desde septiembre de 2015 en The Weather Network.
Entre junio y septiembre de 2015 presentó y produjo para RTVE Costa España.
Entre agosto de 2017 y 2019 fue colaborador de Espejo público en Antena 3; desde septiembre de 2018 es colaborador de IB3; en 2020 colaboró en el programa Juntos de Telemadrid y en 2022 hizo lo propio en el programa Aquí la Tierra en TVE. Dos años después, presentaría un programa de divulgación similar en Cuatro, llamado Tiempo al tiempo, junto a Verónica Dulanto.

## Trabajos publicados
Es autor de tres libros científicos sobre cambio climático
- Los grillos son un termómetro: Curso práctico de Meteorología. (Ediciones Martínez Roca, 30/9/2004) ISBN 978-84-270-3048-0.[10][11]